# Paiján (complejo arqueológico)
Paiján es el nombre de un  complejo arqueológico situado en la costa norte del Perú, cuyo nombre deriva de una localidad  Paiján situada en la margen norte del río Chicama, en distrito de Paiján, en el departamento de La Libertad. Los restos arqueológicos pertenecen al Periodo Lítico Andino o paleoamericano, y se hallan esparcidos entre el valle de Virú al sur, y Pacasmayo al norte. El artefacto lítico característico de estos yacimientos es una punta bifacial sin pedúnculo, que se conoce como “punta paijanense”, una tradición lítica que se extiende a lo largo de la costa peruana, desde el valle de Zaña (Lambayeque) al norte, y Pozo Santo (Ica) al sur.
A los forjadores de esa industria lítica se les conoce como los “hombres de Paiján” o grupos "Paijanenses". En uno de los yacimientos, la Pampa de los Fósiles (Pacasmayo), se hallaron restos humanos óseos, considerados como los más antiguos del Perú (hacia 8.000 a. C.).

## Investigaciones
El arqueólogo Rafael Larco Hoyle descubrió los primeros vestigios de la cultura paijanese en la Pampa de los Fósiles, consistente en puntas líticas, trabajo que dio a conocer en 1948. Sus investigaciones abarcaron también la Pampa de Paiján. Otro iniciador fue Junius Bird, en los talleres líticos de Pampa San Pedro. 
La zona mereció estudios posteriores, que pusieron al descubierto diversos talleres líticos, canteras y campamentos al aire libre del hombre paijanense. Destacan los estudios del francés Claude Chauchat (1975); Jaime Deza Rivasplata (1975, 1991); Michael A. Malpass (1986); Paul P. Ossa (1978) y Santiago Uceda (1986); César Gálvez Mora (1990, 1992), Rosario Becerra y Rocío Esquerre (1992); y Jesús Briceño, César Gálvez Mora y Rosario Becerra (1993).

## Sitios importantes
El complejo arqueológico se compone de campamentos al aire libre, canteras y talleres. Los principales yacimientos son:
- Pampa de los Fósiles
- Pampa de Paiján
- Quebrada de Cupisnique
- Abrigo de Quirihuac
- La Cumbre

Más al sur se hallan otros yacimientos que pertenecen igualmente a la tradición paijanense:
- Tres Piedras
- Pampa de Piedras Gordas
- Chivateros
- Pozo Santo

## Cronología
Diversos fechados radiocarbónicos ubican cronológicamente al Paijanense entre los 10.800 y 8.300 a.p., aunque existen algunos fechados de más de 12.000 años a.p. para el abrigo de Quirihuac, cerca de Trujillo.
Dicho lapso de tiempo se subdivide en dos:
- Entre 10.800 y 10.000 a.p., con indicios de movimientos estacionales del hombre; y
- Entre 10.000 y 8.300 a.p., en la que se han excavado sitios con más restos de ocupación, con algunas estructuras circulares y ovaladas de piedra que sugieren concentraciones.

## Tradición paijanense

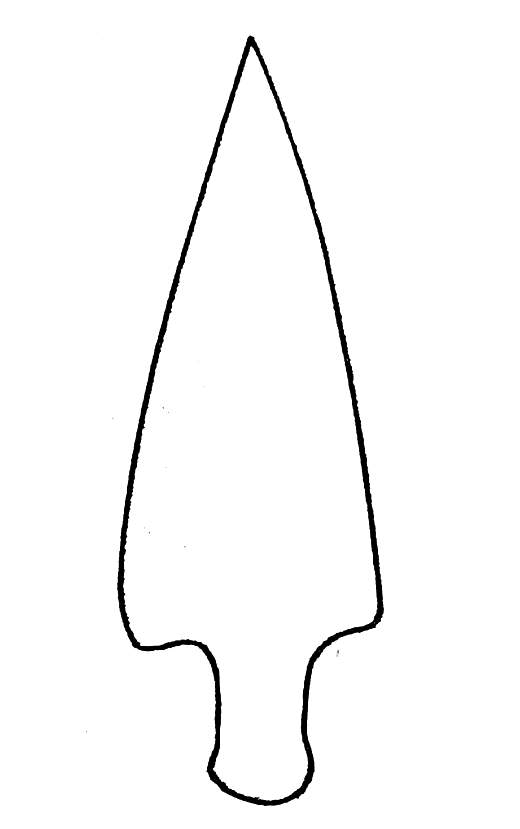
Silueta de la característica Punta Paiján, de forma pedunculada. Puntas de esta tradición lítica se encuentran frecuentemente en los yacimientos líticos de la costa norte peruana.

Fueron los trabajos pioneros de E. Lanning los que permitieron saber que las manifestaciones culturales de Paiján abarcaban un área muy amplia (que incluye la costa central limeña). Más tarde C. Chauchat, Malpass y Bonavia lograrían identificar sitios entre Cupisnique e Ica, que incluye Casma (Áncash). Posteriores trabajos de Dillehay han permitido identificar sitios similares en Lambayeque. Sería así el complejo lítico más importante de la costa peruana por su influencia y extensión territorial.
El artefacto lítico característico del Paijanense es una punta bifacial delgada, con un pedúnculo en la base y hombros marcados, llamada por los arqueólogos como “punta de Paijanense” o "Punta Paiján". Son de tamaño variado, que va de 7 a 20 cm de largo y están trabajadas siguiendo una cadena operativa muy larga. Su elaboración era complicada: se usaba una técnica que combinaba la percusión directa dura y blanda con la presión. Al principio se creyó que se trataban de restos de cazadores de mastodontes, ya que la zona está llena de fósiles del Pleistoceno (como la Pampa de los Fósiles), pero investigaciones posteriores demostraron que no había relación entre el hombre paijanense y dicha fauna. Su función aún se mantiene incierta, aunque es probable que algunas formas sirvieran como arpones, mientras otras serían objetos rituales.
Junto con esas puntas se hallaron otros artefactos líticos como unifaces, cuchillos, raederas, perforadores y piedras de molienda.

## Restos humanos
En 1975 el arqueólogo francés Claude Chauchat descubrió en la Pampa de los Fósiles los restos óseos de un adolescente de unos 12 a 13 años y de una mujer joven de unos 25 años, enterrados sobre una capa de ceniza. El adolescente se hallaba en posición fetal y la mujer con las extremidades inferiores semiflexionadas. Los estudios radiocarbónicos les dieron una antigüedad de 10.200 ± 180 antes del presente, es decir, mayor que a los esqueletos de Lauricocha descubiertos por Augusto Cardich en 1959. Por ello son considerados como los más antiguos restos humanos del Perú. Trabajos posteriores han permitido identificar más contextos funerarios en Chicama.

## Características culturales
Los hombres de Paiján fueron pescadores, cazadores y recolectores que vivieron en el Holoceno Temprano, hace unos 12 mil años, cuando en los Andes todavía no se practicaban actividades productivas (agricultura y ganadería). Para vivir, el hombre paijanense aprovechó vegetales y animales de distintas fuentes de recursos, tales como el mar, las lomas, el valle y los bosques de la Yunga. Así pues, su dieta estaba basada en distintos tipos de peces, moluscos marinos, moluscos terrestres, palomas, roedores de campo, lagartos (entre ellos el cañan) y muy rara vez venado. La presencia de batanes o moledores de piedra sugiere el procesamiento de plantas, probablemente vainas de algarrobo, gramíneas y zapote. La presencia de caries en uno de los esqueletos de Pampa de los Fósiles, sugiere, efectivamente, que los vegetales cumplieron un papel importante en su dieta. Para entonces ya habían desaparecido los mastodontes y otros grandes animales pleistocénicos. 
Se cree que con el transcurrir de los milenios, ante los cambios del entorno natural, incursión de grupos serranos, y cambios poblacionales, los grupos paijanenses tuvieron que cambiar sus orientaciones económicas, intensificando más el aprovechamiento de los recursos marinos (peces y moluscos), pero sin abandonar las otras fuentes alimenticias a las que estaban acostumbrados. Este último panorama es aún poco conocido, pero habría sucedido hacia el 5000 a. C. 
Los grupos paijanenses enterraban a sus muertos, preparando previamente el lecho con ceniza, y envolviéndolos con una estera, lo que evidencia la presencia de ideas religiosas y la creencia en la vida ultraterránea.
Las viviendas de los paijanenses eran por lo general paravientos de materiales perecibles, los cuales eran ubicados dentro de quebradas, abrigadas del viento. No obstante, en la costa norte, Dillehay ha logrado encontrar viviendas de piedra de plantas cuadrangulares, siendo, al parecer, una práctica de asentamiento aún no generalizada y acaso practicado en las fases tardías del paijanense. Estas construcciones, si bien no pasan de ser simples rompevientos construidos por los cazadores-recolectores, constituyen el antecedente más lejano de las construcciones andinas.